# Moara Vlăsiei
Moara Vlăsiei è un comune della Romania di 5 717 abitanti, ubicato nel distretto di Ilfov, nella regione storica della Muntenia. 
Il comune è formato dall'unione di 2 villaggi: Căciulați e Moara Vlăsiei.